# Буларуз, Халид
Хали́д Булару́з (нидерл. Khalid Boulahrouz, нидерландское произношение: [χalid bula(h)ˈruːz]; 28 декабря 1981, Масслёйс) — нидерландский футболист, защитник.

## Клубная карьера
Халид играл во многих молодёжных командах, но всё-таки начал свою профессиональную карьеру в «Валвейке» под руководством Мартина Йола. Свой первый матч Буларуз провёл 9 марта 2002 года против «Херенвена».
Поиграв два года за нидерландскую команду, Халид перешёл в «Гамбург». Именно в Германии к нему и прикрепилось прозвище «Халид — Каннибал» за его жесткую игру. За два сезона в «Гамбурге» он получил 16 жёлтых и 3 красных карточки. Однако благодаря его игре немецкий клуб в Бундеслиге сезона 2005/06 пропустил всего 30 голов в 34 играх, что является лучшим показателем в том сезоне.
В июле 2014 года Халид перешёл в роттердамский «Фейеноорд», подписав с клубом контракт на один год. В новой команде он дебютировал 9 ноября в матче Эредивизи против «Витесса», выйдя на замену во втором тайме. Встреча завершилась вничью 0:0.

## Личная жизнь
Перед четвертьфиналом чемпионата Европы 2008 года с Россией у него умерла новорождённая дочь, но игрок нашёл в себе силы отыграть этот матч.

## Статистика

### Матчи Буларуза за сборную Нидерландов
| Матчи Буларуза за сборную Нидерландов | Матчи Буларуза за сборную Нидерландов | Матчи Буларуза за сборную Нидерландов | Матчи Буларуза за сборную Нидерландов | Матчи Буларуза за сборную Нидерландов | Матчи Буларуза за сборную Нидерландов |
| ------------------------------------- | ------------------------------------- | ------------------------------------- | ------------------------------------- | ------------------------------------- | ------------------------------------- |
| №                                     | Дата                                  | Оппонент                              | Счёт                                  | Голы Буларуза                         | Соревнование                          |
| 1                                     | 3 сентября 2004                       | Лихтенштейн                           | 3:0                                   | —                                     | Товарищеский матч                     |
| 2                                     | 8 сентября 2004                       | Чехия                                 | 2:0                                   | —                                     | Чемпионат мира 2006 (отбор)           |
| 3                                     | 9 октября 2004                        | Македония                             | 2:2                                   | —                                     | Чемпионат мира 2006 (отбор)           |
| 4                                     | 9 февраля 2005                        | Англия                                | 0:0                                   | —                                     | Товарищеский матч                     |
| 5                                     | 26 марта 2005                         | Румыния                               | 2:0                                   | —                                     | Чемпионат мира 2006 (отбор)           |
| 6                                     | 17 августа 2005                       | Германия                              | 2:2                                   | —                                     | Товарищеский матч                     |
| 7                                     | 3 сентября 2005                       | Армения                               | 1:0                                   | —                                     | Чемпионат мира 2006 (отбор)           |
| 8                                     | 7 сентября 2005                       | Андорра                               | 4:0                                   | —                                     | Чемпионат мира 2006 (отбор)           |
| 9                                     | 8 октября 2005                        | Чехия                                 | 2:0                                   | —                                     | Чемпионат мира 2006 (отбор)           |
| 10                                    | 12 октября 2005                       | Македония                             | 0:0                                   | —                                     | Чемпионат мира 2006 (отбор)           |
| 11                                    | 1 июня 2006                           | Мексика                               | 2:1                                   | —                                     | Товарищеский матч                     |
| 12                                    | 11 июня 2006                          | Сербия и Черногория                   | 1:0                                   | —                                     | Чемпионат мира 2010                   |
| 13                                    | 16 июня 2006                          | Кот-д’Ивуар                           | 2:1                                   | —                                     | Чемпионат мира 2010                   |
| 14                                    | 21 июня 2006                          | Аргентина                             | 0:0                                   | —                                     | Чемпионат мира 2010                   |
| 15                                    | 25 июня 2006                          | Португалия                            | 0:1                                   | —                                     | Чемпионат мира 2010                   |
| 16                                    | 6 сентября 2006                       | Беларусь                              | 3:0                                   | —                                     | Чемпионат Европы 2008 (отбор)         |
| 17                                    | 7 октября 2006                        | Болгария                              | 1:1                                   | —                                     | Чемпионат Европы 2008 (отбор)         |
| 18                                    | 11 октября 2006                       | Албания                               | 2:1                                   | —                                     | Чемпионат Европы 2008 (отбор)         |
| 19                                    | 15 ноября 2006                        | Англия                                | 1:1                                   | —                                     | Товарищеский матч                     |
| 20                                    | 22 августа 2007                       | Швейцария                             | 1:2                                   | —                                     | Товарищеский матч                     |
| 21                                    | 8 сентября 2007                       | Болгария                              | 2:0                                   | —                                     | Чемпионат Европы 2008 (отбор)         |
| 22                                    | 24 мая 2008                           | Украина                               | 3:0                                   | —                                     | Товарищеский матч                     |
| 23                                    | 9 июня 2008                           | Италия                                | 3:0                                   | —                                     | Чемпионат Европы 2008                 |
| 24                                    | 13 июня 2008                          | Франция                               | 4:1                                   | —                                     | Чемпионат Европы 2008                 |
| 25                                    | 17 июня 2008                          | Румыния                               | 2:0                                   | —                                     | Чемпионат Европы 2008                 |
| 26                                    | 21 июня 2008                          | Россия                                | 1:3                                   | —                                     | Чемпионат Европы 2008                 |
| 27                                    | 10 сентября 2008                      | Македония                             | 2:1                                   | —                                     | Чемпионат мира 2010 (отбор)           |
| 28                                    | 10 октября 2009                       | Австралия                             | 0:0                                   | —                                     | Товарищеский матч                     |
| 29                                    | 26 мая 2010                           | Мексика                               | 2:1                                   | —                                     | Товарищеский матч                     |
| 30                                    | 24 июня 2010                          | Камерун                               | 2:1                                   | —                                     | Чемпионат мира 2010                   |
| 31                                    | 6 июля 2010                           | Уругвай                               | 3:2                                   | —                                     | Чемпионат мира 2010                   |
| 32                                    | 4 июня 2011                           | Бразилия                              | 0:0                                   | —                                     | Товарищеский матч                     |
| 33                                    | 8 июня 2011                           | Уругвай                               | 1:1                                   | —                                     | Кубок Конфратернидад 2011             |
| 34                                    | 11 ноября 2011                        | Швейцария                             | 0:0                                   | —                                     | Товарищеский матч                     |
| 35                                    | 29 февраля 2012                       | Англия                                | 3:2                                   | —                                     | Товарищеский матч                     |

Итого: 35 матчей / 0 голов; 21 победа, 11 ничьих, 3 поражения.

## Достижения
«Гамбург»
- Обладатель Кубка Интертото: 2005

«Челси»
- Обладатель Кубка Англии: 2007
- Обладатель Кубка Футбольной лиги: 2007

«Севилья»
- Обладатель Суперкубка Испании: 2007

«Штутгарт»
- Обладатель Кубка Интертото: 2008